# Observatorio Astronómico Nacional de Llano del Hato
Das Observatorio Astronómico Nacional de Llano del Hato ist eine Sternwarte in Venezuela, betrieben durch das Centro de Investigaciones de Astronomia (CIDA).  Sie liegt in den Anden in 3600 Meter Höhe oberhalb des Dorfes Llano del Hato, fünfzig Kilometer nordöstlich der Stadt Mérida.  Die Sternwarte beherbergt vier Teleskope, jedes in einem eigenen Dom: einen großen Refraktor und ein Spiegelteleskop der Firma Zeiss sowie die weltweit fünftgrößte Schmidtkamera und einen Doppelastrografen der Firma Askania. Diese Instrumente wurden 1954 von der Regierung Venezuelas gekauft und in den frühen 1970ern in der Sternwarte installiert.

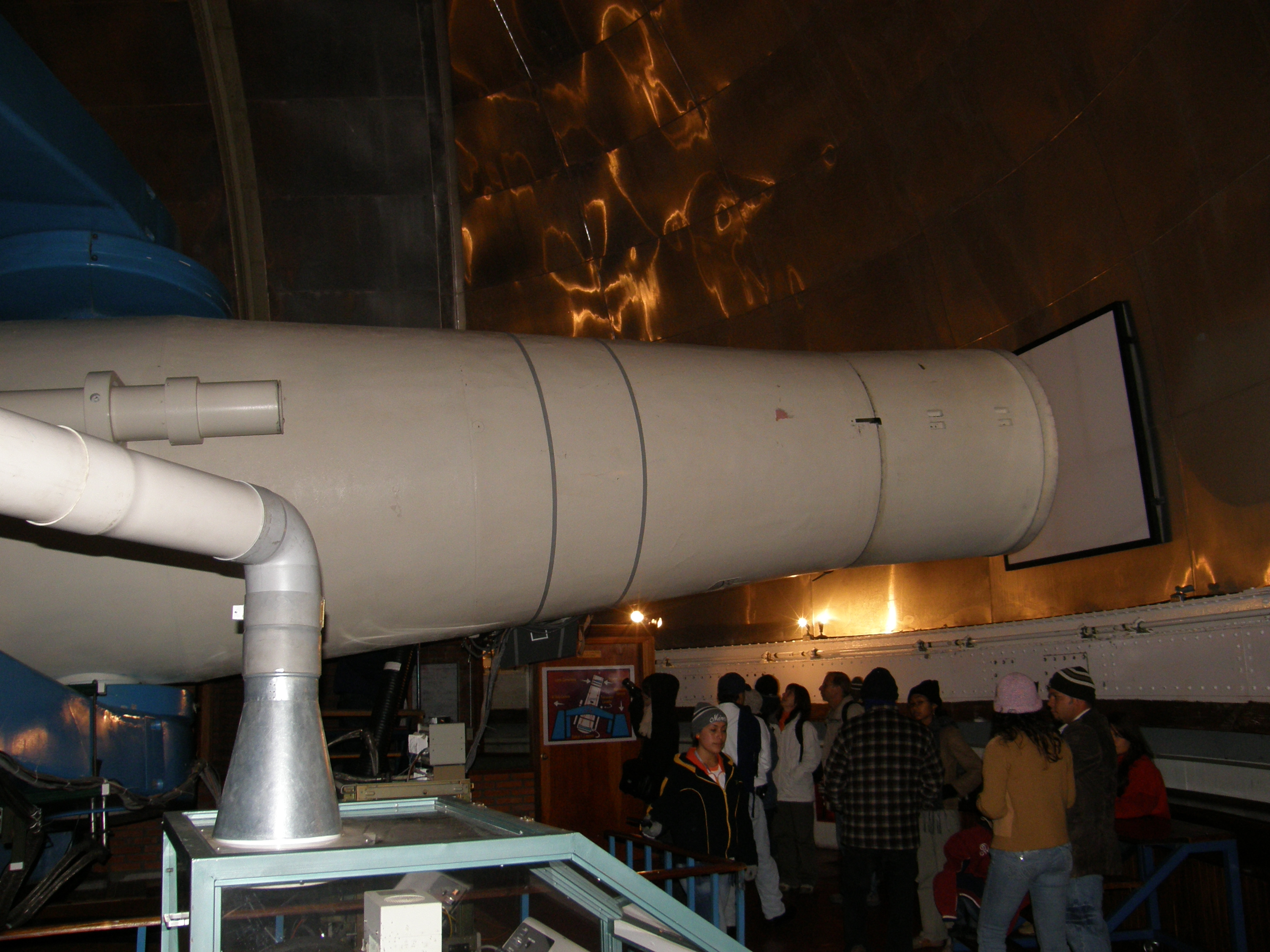
Schmidtkamera mit 1 m Apertur
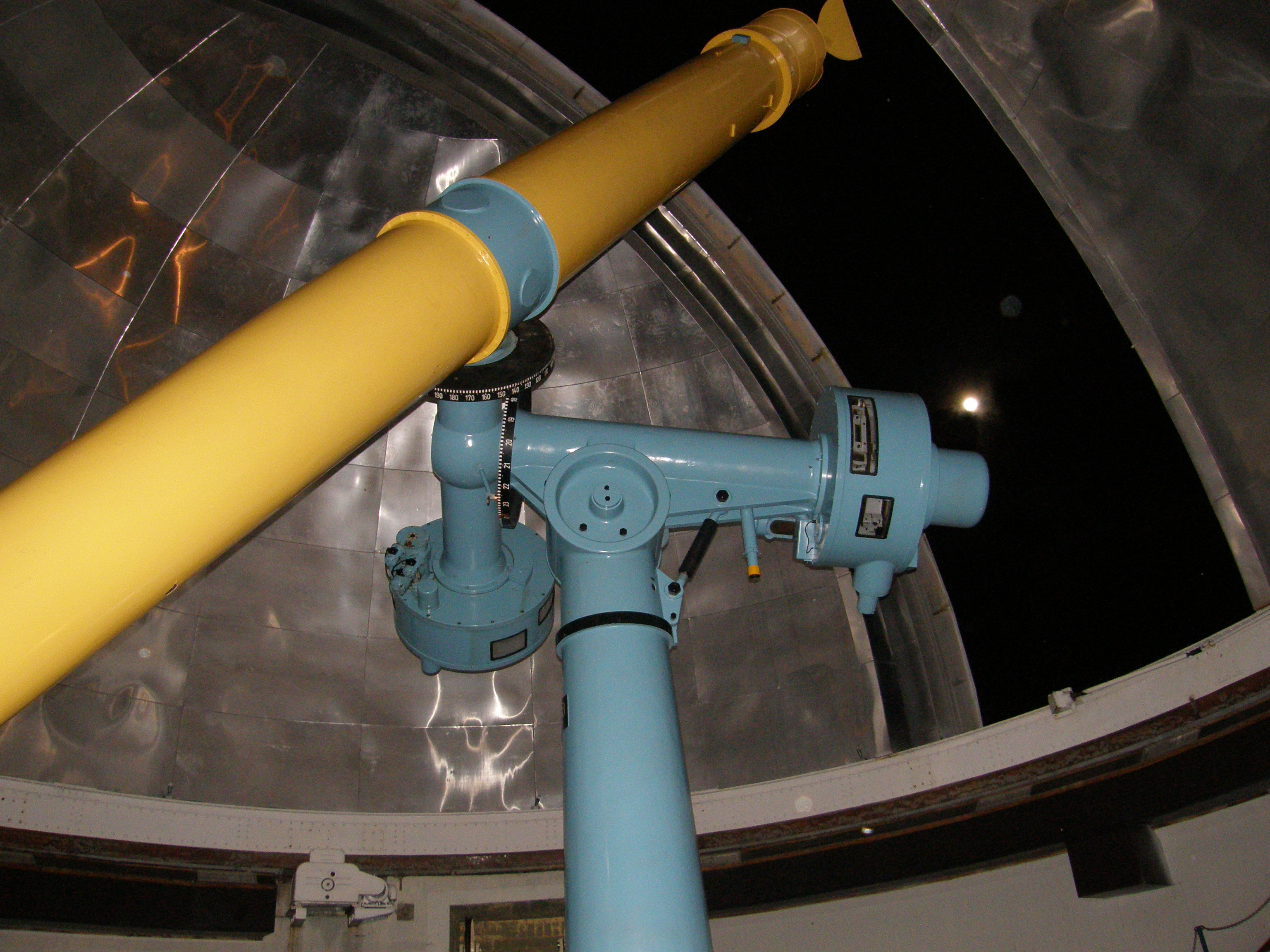
Refraktor mit 65 cm Apertur und 10,6 m Brennweite

Zu der Sternwarte gehören ein Museum und eine Ausstellung, in der den Besuchern die Arbeiten der Sternwarte und Grundlagen der Astronomie präsentiert werden.